# Nisko
Nisko is een stad in het Poolse woiwodschap Subkarpaten, gelegen in de powiat Niżański. De oppervlakte bedraagt 61,02 km², het inwonertal 15.688 (2005).

## Verkeer en vervoer
- Station Malce
- Station Nisko
- Station Nisko Osiedle
- Station Nisko Podwolina

## Geboren
- Stanisław Mielech (1894 - 1962), voetballer
- Elzbieta Jaworowicz (1946), journaliste, presentatrice